# Trail (Oregon)
Trail az Amerikai Egyesült Államok északnyugati részén, Oregon állam Josephine megyéjében, az Oregon Route 62 és az Oregon Route 227 csomópontjában elhelyezkedő statisztikai település. A 2020. évi népszámláláskor 768 lakosa volt.

## Éghajlat
A település éghajlata mediterrán (a Köppen-skála szerint Csb).

## Népesség
A helységnek 2010-ben 702, 2020-ban pedig 768 lakosa volt.

## Fordítás
- Ez a szócikk részben vagy egészben  a   Trail, Oregon című angol Wikipédia-szócikk ezen változatának fordításán alapul.  Az eredeti cikk szerkesztőit annak laptörténete sorolja fel. Ez a jelzés csupán a megfogalmazás eredetét és a szerzői jogokat jelzi, nem szolgál a cikkben szereplő információk forrásmegjelöléseként.